# Parasyrphus ammosovi
Parasyrphus ammosovi är en tvåvingeart som beskrevs av Bagatshanova 1990. Parasyrphus ammosovi ingår i släktet buskblomflugor, och familjen blomflugor. Inga underarter finns listade i Catalogue of Life.